# Vrh pri Križu
Vrh pri Križu este o localitate din comuna Žužemberk, Slovenia, cu o populație de 48 de locuitori.